# Gretl Dupont
Gretl Dupont (gebürtig Margarete Scherk; * 16. März 1893 in Homburg vor der Höhe; † 29. November 1965 in Los Angeles) war eine deutsche Schauspielerin.

## Leben und Wirken
Die gebürtige Margarete Scherk trat bereits vor dem Ersten Weltkrieg am Theater auf und arbeitete anfänglich als gastierende Tourneekünstlerin. In den 1920er Jahren folgten erste kleinere Aufgaben beim Film, so 1926 in Das graue Haus und in Verbotene Liebe. Im März 1930 heiratete sie in London den bekannten Filmregisseur E. A. Dupont, mit dem sie zum Jahresbeginn 1933 in die USA auswanderte.
Dort nahm Gretl Dupont 1939 ihre Arbeit als Schauspielerin wieder auf und wirkte vor allem während des Zweiten Weltkriegs mit winzigen Rollen in einer Reihe von Hollywood-Filmen mit, die vor allem von deutschen Exilanten wie Wilhelm Dieterle, Henry Koster und Fritz Lang inszeniert wurden. Einige dieser Produktionen besaßen antinazistische und propagandistische Inhalte. 1949 beendete Gretl Dupont endgültig ihre Filmtätigkeit.

## Filme
- 1926: Das graue Haus
- 1926: Verbotene Liebe
- 1939: Der Glöckner von Notre Dame
- 1940: Paul Ehrlich – Ein Leben für die Forschung
- 1940: Escape
- 1941: So Ends Our Night
- 1941: Underground
- 1941: Die ewige Eva
- 1942: Der Major und das Mädchen
- 1942: Auch Henker sterben
- 1943: Gefährliche Flitterwochen
- 1943: Bomber’s Moon
- 1943: Die Wacht am Rhein
- 1943: Days of Glory
- 1944: Dr. Wassells Flucht aus Java
- 1948: Street Corner
- 1949: Kesselschlacht (Battleground)